# Schweizerischer Kongress für die Interessen der Frau
Der Schweizerische Kongress für die Interessen der Frau (auch Schweizerischer Frauenkongress) fand erstmals am 8. bis 12. September 1896 im Rahmen der Schweizerischen Landesausstellung in Genf statt. Der Kongress war der Anlass, dass die Schweizer Frauenbewegung erstmals ins Zentrum des öffentlichen Interesses rückte und als ernstzunehmende politische Kraft wahrgenommen wurde.

## Erster Kongress für Fraueninteressen, Genf, 1896
Ziel des Kongresses war es, die Bevölkerung über das ausserhäusliche Wirken von Frauen zu informieren. Praktisch alle grösseren Frauenvereine der damaligen Zeit nahmen teil. Das Programm des Kongresses war sehr breit gefächert und umfasste Schulwesen und Berufsausbildung für Mädchen, Erwerbstätigkeit von Frauen, ehrenamtliche Sozialarbeit, aber auch Aspekte des Zivil-, Straf- und Eherechtes sowie des ehelichen Güterrechts. Insbesondere die Forderung nach dem Frauenstimmrecht wurde sehr kontrovers diskutiert.
Mehrere (männliche) Redner forderten die Frauen im Rahmen des Kongresses dazu auf, «Verbündete der Männer zu sein und nicht deren Feindinnen» – und sich doch bitte etwas zurückzuhalten mit ihren Forderungen. Als Folge dieses Kongresses wurde die erste parlamentarische Kommission mit dem Ziel, die «Frauenfrage» zu untersuchen, gegründet.

## Zweiter Kongress für Fraueninteressen, Bern, 1921
1921 fand in Bern der zweite nationale Kongress für Fraueninteressen statt. Dieser Kongress wurde von der Enttäuschung und Ernüchterung dominiert, die nach der Ablehnung des Frauenstimmrechts an den Urnen von sechs Kantonen herrschte. An diesem Kongress wurden insbesondere das Recht von Frauen auf Arbeit, Lohngleichheit für Frauen und Männer und verbesserte Berufsbildung für Frauen gefordert. Geschlechtsspezifische Berufsfelder wurden hingegen nicht infrage gestellt, d. h. es wurde nicht gefordert, dass Frauen vermehrt Zugang zu Männerberufen bekommen sollten. Der Schweizerische Katholische Frauenbund SKF und die Sozialdemokratinnen nahmen nicht teil.

## Dritter Kongress für Fraueninteressen, Zürich, 1946
Das Motto des vom 20. bis 24. September 1946 in Zürich stattfindenden dritten nationalen Frauenkongresses war «Die Frau in verantwortlicher Arbeit im Schweizervolk». 67 Frauenverbände beteiligten sich an dem Anlass. Erstmals war auch der Landfrauenverband dabei. Auch die Sozialdemokratinnen und die Katholikinnen nahmen zum ersten Mal teil. Thema des Kongresses war nicht die politische oder wirtschaftliche Gleichberechtigung, sondern die Frau als Erzieherin, als Ernährerin und als karitativ Aktive.

## Vierter Kongress für Fraueninteressen, Bern, 1975
Am vierten nationalen Frauenkongress im Internationalen Jahr der Frau nahmen gegen 80 Organisationen teil. Im Vorfeld zeichnete sich ab, dass die Organisatorinnen das Thema Schwangerschaftsabbruch bzw. die damals aktuelle Fristenlösungsinitiative zu vermeiden trachteten. Die radikalen Feministinnen der Frauenbefreiungsbewegung (FBB) störten den Kongress und erzwangen eine Diskussion über den straffreien Schwangerschaftsabbruch. Die Diskussion führte dazu, dass sich trotz heftiger Proteste der Katholikinnen eine Mehrheit der Kongressteilnehmerinnen für die Fristenlösungsinitiative aussprach.
Weitere Resolutionen dieses Kongresses betrafen die Lancierung der Gleichberechtigungsinitiative und die Forderung nach einem eidgenössischen Büro für Frauenfragen. Nichtsdestoweniger versuchten die traditionell orientierten bürgerlichen Frauenrechtlerinnen, die jungen Initiantinnen zu bremsen, da sie befürchteten, man solle so kurz nach der Gewährung des Frauenstimmrechts für den Moment nicht noch mehr fordern.